# A Kaposvári Rákóczi FC 2004–2005-ös szezonja
A Kaposvári Rákóczi FC 2004–2005-ös szezonja szócikk a Kaposvári Rákóczi FC első számú férfi labdarúgócsapatának egy szezonjáról szól, mely összességében a 6. idénye a csapatnak a magyar első osztályban. A klub fennállásának ekkor volt a 81. évfordulója. A csapat ekkor került vissza a labdarúgó NB I-be.

## Mérkőzések
| Színmagyarázat | Színmagyarázat |
| -------------- | -------------- |
|                | Győzelem.      |
|                | Döntetlen.     |
|                | Vereség.       |

### Arany Ászok Liga 2004–05

#### Őszi fordulók
| 1. forduló 2004. augusztus 7. 20:00 |

| Kaposvári Rákóczi                                          | 3 – 2   | Vasas                                                                  |
| ---------------------------------------------------------- | ------- | ---------------------------------------------------------------------- |
| Oláh 24' (11-esből) 70' (11-esből) Jovánczai 83' Finta 45′ | (1 – 0) | Ferenczi 53' 89' Győri 24′ Molnár 27' Baranyai 70' Rósa 87' Vass 90+3' |

| Rákóczi Stadion, Kaposvár Nézőszám: 5 000 Játékvezető: Szarka Zoltán (magyar) |

| 2. forduló 2004. augusztus 14. 20:00 |

| FC Sopron                 | 0 – 0   | Kaposvári Rákóczi   |
| ------------------------- | ------- | ------------------- |
| Földvári 44' Szekeres 76' | (0 – 0) | Máté 65' Farkas 69' |

| Káposztás utcai Stadion, Sopron Nézőszám: 3 000 Játékvezető: Saskőy Szabolcs (magyar) |

| 3. forduló 2004. augusztus 21. 20:00 |

| Kaposvári Rákóczi             | 0 – 0   | Újpest                                              |
| ----------------------------- | ------- | --------------------------------------------------- |
| Bank 63' Mező 82' Zsolnai 90' | (0 – 0) | Tóth 45' Tamási 61' Grósz 74' Feczesin 86' Erős 90' |

| Rákóczi Stadion, Kaposvár Nézőszám: 6 000 Játékvezető: Kassai Viktor (magyar) |

| 4. forduló 2004. augusztus 28. 17:30 |

| Lombard Pápa                                 | 4 – 1   | Kaposvári Rákóczi              |
| -------------------------------------------- | ------- | ------------------------------ |
| Tóth 18' Stevica 20' Germán 32' Somfalvi 78' | (3 – 0) | Tóth 57' Andruskó 10' Mező 74′ |

| Perutz Stadion, Pápa Nézőszám: 2 300 Játékvezető: Vad II. István (magyar) |

| 5. forduló 2004. szeptember 11. 18:00 |

| Kaposvári Rákóczi                                | 2 – 1   | Ferencváros                                                  |
| ------------------------------------------------ | ------- | ------------------------------------------------------------ |
| Tóth 45' Oláh 50' Máté 35' Bank 65' Andruskó 85' | (1 – 0) | Rósa 59' (11-esből) 22' Vágner 40' Lipcsei 62' Bajevszki 79' |

| Rákóczi Stadion, Kaposvár Nézőszám: 7 000 Játékvezető: Dubraviczky Attila (magyar) |

| 6. forduló 2004. szeptember 18. 18:00 |

| Debreceni VSC                                   | 2 – 1   | Kaposvári Rákóczi |
| ----------------------------------------------- | ------- | ----------------- |
| Kerekes 81' Bogdanović 90' Komlósi 31' Habi 62' | (0 – 1) | Oláh 29'          |

| Oláh Gábor utcai stadion, Debrecen Nézőszám: 5 500 Játékvezető: Juhos Attila (magyar) |

| 7. forduló 2004. szeptember 25. 16:00 |

| Kaposvári Rákóczi                       | 2 – 1   | Pécsi MFC                                     |
| --------------------------------------- | ------- | --------------------------------------------- |
| Jovánczai 54' 17' Máté 74' Farkas 90+2' | (0 – 0) | Montvai 80' Kulcsár 5' Bajusz 10' Szögedi 55' |

| Rákóczi Stadion, Kaposvár Nézőszám: 3 500 Játékvezető: Sóthy András (magyar) |

| 8. forduló 2004. október 2. 18:00 |

| Zalaegerszegi TE                                                   | 5 – 0   | Kaposvári Rákóczi |
| ------------------------------------------------------------------ | ------- | ----------------- |
| Ljubojević 10' 28' Józsi 20' Sebők J. 51' 17' Gyánó 87' Janjić 52' | (3 – 0) | Jovánczai 69'     |

| ZTE Aréna, Zalaegerszeg Nézőszám: 5 000 Játékvezető: Világi Balázs (magyar) |

| 9. forduló 2004. október 16. 17:00 |

| Kaposvári Rákóczi                                                  | 4 – 2   | Budapest Honvéd                                                 |
| ------------------------------------------------------------------ | ------- | --------------------------------------------------------------- |
| Zahorecz 26' (11-esből) Oláh 56' 59' 78' Kovácsevics 16' Huzmi 86' | (1 – 0) | Vén 66' (11-esből) Herczeg 77' Mészáros 26' Dobos 37' Bábik 52' |

| Rákóczi Stadion, Kaposvár Nézőszám: 3 500 Játékvezető: Megyebíró János (magyar) |

| 10. forduló 2004. október 23. 18:00 |

| Győri ETO | 0 – 1   | Kaposvári Rákóczi                   |
| --------- | ------- | ----------------------------------- |
|           | (0 – 0) | Kardos 72' Oláh 77' Kovácsevics 83' |

| ETO Park, Győr Nézőszám: 1 000 Játékvezető: Solymosi Péter (magyar) |

| 11. forduló 2004. október 30. 17:00 |

| Kaposvári Rákóczi              | 0 – 1   | Diósgyőr                                 |
| ------------------------------ | ------- | ---------------------------------------- |
| Zahorecz 19' Máté 21' Tóth 87' | (0 – 1) | Polyák 15' 38' Mogyorósi 68' Vitelki 86' |

| Rákóczi Stadion, Kaposvár Nézőszám: 3 000 Játékvezető: Makai János (magyar) |

| 12. forduló 2004. november 6. 16:00 |

| Videoton                            | 1 – 1   | Kaposvári Rákóczi                                         |
| ----------------------------------- | ------- | --------------------------------------------------------- |
| Csordás 78' Tóth 26' Magasföldi 42' | (0 – 1) | Tóth 16' Kovácsevics 37' Nagypál 42' Kardos 44' Finta 56' |

| Sóstói Stadion, Székesfehérvár Nézőszám: 1 500 Játékvezető: Hanacsek Attila (magyar) |

| 13. forduló 2004. november 10. 18:00 |

| Kaposvári Rákóczi     | 1 – 2   | MTK Budapest                                                |
| --------------------- | ------- | ----------------------------------------------------------- |
| Oláh 47' Zahorecz 44' | (0 – 2) | Füzi 40' (11-esből) 25' Lambulić 44' (11-esből) Horváth 69' |

| Rákóczi Stadion, Kaposvár Nézőszám: 4 000 Játékvezető: Dubraviczky Attila (magyar) |

| 14. forduló 2004. november 20. 16:00 |

| Kaposvári Rákóczi                               | 1 – 2   | Előre FC Békéscsaba                          |
| ----------------------------------------------- | ------- | -------------------------------------------- |
| Finta 49' Andruskó 35' Bank 63' Kovácsevics 72' | (0 – 1) | Udvari 20' Balog 83' Simon 29' Bozović 90+4' |

| Rákóczi Stadion, Kaposvár Nézőszám: 3 000 Játékvezető: Bede Ferenc (magyar) |

| 15. forduló 2004. november 27. 13:30 |

| Nyíregyháza Spartacus                   | 4 – 1   | Kaposvári Rákóczi                           |
| --------------------------------------- | ------- | ------------------------------------------- |
| Cipf 17' Nikolić 20' 75' Laskai 27' 61' | (3 – 0) | Zsolnai 83' Jovánczai 27' Tóth 30' Oláh 76′ |

| Nyíregyháza Városi Stadion, Nyíregyháza Nézőszám: 1 200 Játékvezető: Sápi Csaba (magyar) |

#### Tavaszi fordulók
| 16. forduló 2005. március 12. 18:00 |

| Vasas                                                              | 2 – 1   | Kaposvári Rákóczi                                |
| ------------------------------------------------------------------ | ------- | ------------------------------------------------ |
| Gyánó 1' Waltner 70' (11-esből) 35' Gaál 25' Szanyó 30' Kovrig 53' | (1 – 0) | Zahorecz 88' Balajcza 16' Finta 52' Andruskó 54′ |

| Illovszky Rudolf Stadion, Budapest Nézőszám: 2 000 Játékvezető: Megyebíró János (magyar) |

| 17. forduló 2005. március 16. 18:00 |

| Kaposvári Rákóczi                     | 4 – 3   | FC Sopron                                                               |
| ------------------------------------- | ------- | ----------------------------------------------------------------------- |
| Nagypál 27' Oláh 34' 69' 72' Tóth 19' | (2 – 1) | Balaskó 11' 90' Fehér 79' Földvári 24' Pintér 54' Hanák 64′ Károlyi 88′ |

| Rákóczi Stadion, Kaposvár Nézőszám: 3 000 Játékvezető: Erdős József (magyar) |

| 18. forduló 2005. március 20. 11:30 |

| Újpest                | 1 – 1   | Kaposvári Rákóczi                |
| --------------------- | ------- | -------------------------------- |
| Rajczi 11' (11-esből) | (1 – 0) | Zahorecz 63' (11-esből) Oláh 74' |

| Szusza Ferenc Stadion, Budapest Nézőszám: 2 162 Játékvezető: Hanacsek Attila (magyar) |

| 19. forduló 2005. április 2. 19:00 |

| Kaposvári Rákóczi                                          | 1 – 2   | Lombard Pápa                                              |
| ---------------------------------------------------------- | ------- | --------------------------------------------------------- |
| Maróti 58' Zsolnai 10' Andruskó 30' Zahorecz 54' Finta 71' | (0 – 1) | Róth 14' Kincses 53' Szabó T. 11' Mutică 59' Somfalvi 90' |

| Rákóczi Stadion, Kaposvár Nézőszám: 2 500 Játékvezető: Szarka Zoltán (magyar) |

| 20. forduló 2005. április 9. 18:00 |

| Ferencváros                   | 1 – 1   | Kaposvári Rákóczi                            |
| ----------------------------- | ------- | -------------------------------------------- |
| Rósa 90+3' Sasu 54' Botis 62' | (0 – 1) | Petrók 8' Maróti 39' Farkas 85' Kardos 90+1' |

| Üllői út, Budapest Nézőszám: 4 000 Játékvezető: Sápi Csaba (magyar) |

| 21. forduló 2005. április 13. 18:00 |

| Kaposvári Rákóczi                        | 0 – 0   | Debreceni VSC                  |
| ---------------------------------------- | ------- | ------------------------------ |
| Kovácsevics 35' Maróti 55' Jovánczai 82' | (0 – 0) | Dombi 54' Hegedűs 83' Habi 90′ |

| Rákóczi Stadion, Kaposvár Nézőszám: 2 500 Játékvezető: Fábián Mihály (magyar) |

| 22. forduló 2005. április 16. 19:00 |

| Pécsi MFC                                     | 0 – 0   | Kaposvári Rákóczi |
| --------------------------------------------- | ------- | ----------------- |
| Pavičević 8' Berdó 62' Szabados 88' Dávid 89' | (0 – 0) | Hegedűs 33'       |

| PMFC Stadion, Pécs Nézőszám: 2 000 Játékvezető: Vad II. István (magyar) |

| 23. forduló 2005. április 23. 19:00 |

| Kaposvári Rákóczi        | 0 – 2   | Zalaegerszegi TE                                         |
| ------------------------ | ------- | -------------------------------------------------------- |
| Maróti 50' Jovánczai 74' | (0 – 2) | Sebők J. 27' 36' 8' Kozmer 24' Józsi 42' Koplárovics 50' |

| Rákóczi Stadion, Kaposvár Nézőszám: 2 200 Játékvezető: Megyebíró János (magyar) |

| 24. forduló 2005. április 27. 18:00 |

| Budapest Honvéd      | 1 – 1   | Kaposvári Rákóczi                                           |
| -------------------- | ------- | ----------------------------------------------------------- |
| Dobos 36' Takács 28' | (1 – 1) | Oláh 22' Hegedűs 24' Kovácsevics 61' Jovánczai 73′ Máté 78' |

| Bozsik József Stadion, Budapest Nézőszám: 1 000 Játékvezető: Hanacsek Attila (magyar) |

| 25. forduló 2005. április 30. 19:00 |

| Kaposvári Rákóczi         | 1 – 2   | Győri ETO                                                   |
| ------------------------- | ------- | ----------------------------------------------------------- |
| Zahorecz 28' 52' Mező 85' | (1 – 1) | Horváth 12' Kenesei 77' Priskin 55' Regedei 60' Lendvai 73′ |

| Rákóczi Stadion, Kaposvár Nézőszám: 2 500 Játékvezető: Solymosi Péter (magyar) |

| 26. forduló 2005. május 4. 18:00 |

| Diósgyőr                       | 2 – 0   | Kaposvári Rákóczi       |
| ------------------------------ | ------- | ----------------------- |
| Gáspár 52' Máté 67' Katona 44' | (0 – 0) | Farkas 57' Andruskó 68' |

| DVTK-stadion, Miskolc Nézőszám: 5 000 Játékvezető: Arany Tamás (magyar) |

| 27. forduló 2005. május 7. 19:00 |

| Kaposvári Rákóczi                        | 2 – 1   | FC Fehérvár                                    |
| ---------------------------------------- | ------- | ---------------------------------------------- |
| Oláh 28' Zahorecz 64' Tóth 1' Petrók 75' | (1 – 1) | Schwarcz 42' Nagy 1' Vincze 13' Horváth G. 90' |

| Rákóczi Stadion, Kaposvár Nézőszám: 2 500 Játékvezető: Saskőy Szabolcs (magyar) |

| 28. forduló 2005. május 14. 19:00 |

| MTK Budapest             | 0 – 0   | Kaposvári Rákóczi                 |
| ------------------------ | ------- | --------------------------------- |
| Horváth 76' Lambulić 90' | (0 – 0) | Kovácsevics 39' Bank 49' Tóth 72' |

| Hidegkuti Nándor Stadion, Budapest Nézőszám: 1 511 Játékvezető: Kassai Viktor (magyar) |

| 29. forduló 2005. május 21. 18:00 |

| Előre FC Békéscsaba              | 2 – 3   | Kaposvári Rákóczi                  |
| -------------------------------- | ------- | ---------------------------------- |
| Pozsár 15' Kocsis 31' Grujić 81' | (2 – 1) | Oláh 7' 79' Jovánczai 90' Mező 49' |

| Kórház utcai stadion, Békéscsaba Nézőszám: 466 Játékvezető: Sápi Csaba (magyar) |

| 30. forduló 2005. május 26. 18:00 |

| Kaposvári Rákóczi   | 1 – 1   | Nyíregyháza Spartacus |
| ------------------- | ------- | --------------------- |
| Petrók 40' Máté 32' | (1 – 1) | Nikolić 15' 88'       |

| Rákóczi Stadion, Kaposvár Nézőszám: 4 000 Játékvezető: Dubraviczky Attila (magyar) |

#### A végeredmény
|    | Csapat                      | Játszott | Gy | D  | V  | L  | K  | GK  | Pont |
| -- | --------------------------- | -------- | -- | -- | -- | -- | -- | --- | ---- |
| 1  | Debreceni VSC-AVE Ásványvíz | 30       | 19 | 5  | 6  | 57 | 25 | +32 | 62   |
| 2  | Ferencvárosi TC             | 30       | 17 | 5  | 8  | 56 | 31 | +25 | 56   |
| 3  | MTK Budapest1               | 30       | 16 | 9  | 5  | 47 | 26 | +21 | 56   |
| 4  | Újpest FC                   | 30       | 15 | 10 | 5  | 60 | 34 | +26 | 55   |
| 5  | Győri ETO FC                | 30       | 16 | 6  | 8  | 44 | 32 | +12 | 54   |
| 6  | Zalaegerszegi TE FC         | 30       | 13 | 5  | 12 | 48 | 45 | +3  | 44   |
| 7  | Matáv FC Sopron             | 30       | 11 | 9  | 10 | 44 | 44 | 0   | 42   |
| 8  | FC Fehérvár²                | 30       | 11 | 10 | 9  | 44 | 36 | +8  | 40   |
| 9  | Diósgyőri VTK               | 30       | 11 | 4  | 15 | 39 | 45 | -6  | 37   |
| 10 | Pécsi Mecsek FC             | 30       | 9  | 9  | 12 | 33 | 35 | -2  | 36   |
| 11 | Budapest Honvéd FC          | 30       | 10 | 5  | 15 | 37 | 58 | -21 | 35   |
| 12 | NABI-Kaposvári Rákóczi FC   | 30       | 8  | 10 | 12 | 34 | 47 | -13 | 34   |
| 13 | Vasas SC                    | 30       | 10 | 3  | 17 | 34 | 48 | -14 | 33   |
| 14 | Lombard Pápa Termál FC      | 30       | 8  | 6  | 16 | 40 | 47 | -7  | 30   |
| 15 | Nyíregyháza Spartacus FC    | 30       | 5  | 11 | 14 | 38 | 63 | -25 | 26   |
| 16 | Előre FC Békéscsaba³        | 30       | 4  | 7  | 19 | 26 | 65 | -39 | 4    |

- 1: 1 pont levonva
- 2: 3 pont levonva
- 3: 15 pont levonva

|  | A Bajnokok Ligája selejtezőjének második körébe jut |
|  | Az UEFA-kupa selejtezőjébe jut                      |
|  | UEFA Intertotó Kupa első fordulójába jut            |
|  | Kiesők                                              |

#### Helyezések fordulónként
| Forduló  | 1  | 2 | 3 | 4 | 5  | 6 | 7  | 8 | 9  | 10 | 11 | 12 | 13 | 14 | 15 | 16 | 17 | 18 | 19 | 20 | 21 | 22 | 23 | 24 | 25 | 26 | 27 | 28 | 29 | 30 |
| -------- | -- | - | - | - | -- | - | -- | - | -- | -- | -- | -- | -- | -- | -- | -- | -- | -- | -- | -- | -- | -- | -- | -- | -- | -- | -- | -- | -- | -- |
| Helyszín | O  | I | O | I | O  | I | O  | I | O  | I  | O  | I  | O  | O  | I  | I  | O  | I  | O  | I  | O  | I  | O  | I  | O  | I  | O  | I  | I  | O  |
| Eredmény | GY | D | D | V | GY | V | GY | V | GY | GY | V  | D  | V  | V  | V  | V  | GY | D  | V  | D  | D  | D  | V  | D  | V  | V  | GY | D  | GY | D  |
| Helyezés | 6  | 5 | 7 | 9 | 8  | 9 | 8  | 8 | 8  | 5  | 7  | 7  | 7  | 9  | 10 | 12 | 10 | 11 | 11 | 11 | 11 | 11 | 12 | 12 | 14 | 14 | 13 | 13 | 13 | 12 |

Helyszín: O = Otthon; I = Idegenben. Eredmény: GY = Győzelem; D = Döntetlen; V = Vereség.

#### Eredmények összesítése
Az alábbi táblázatban összesítve szerepelnek a Kaposvári Rákóczi FC 2004/05-ös bajnokságban elért eredményei.
| Ősz/tavasz (forduló)    | Otthon | Otthon | Otthon | Otthon | Otthon | Otthon | Otthon | Idegenben | Idegenben | Idegenben | Idegenben | Idegenben | Idegenben | Idegenben |
| Ősz/tavasz (forduló)    | M      | GY     | D      | V      | LG–KG  | GK     | P      | M         | GY        | D         | V         | LG–KG     | GK        | P         |
| ----------------------- | ------ | ------ | ------ | ------ | ------ | ------ | ------ | --------- | --------- | --------- | --------- | --------- | --------- | --------- |
| Őszi szezon (1–15.)     | 8      | 4      | 1      | 3      | 13–11  | +2     | 13     | 7         | 1         | 2         | 4         | 5–16      | –11       | 5         |
| Tavaszi szezon (16–30.) | 7      | 2      | 2      | 3      | 9–11   | –2     | 8      | 8         | 1         | 5         | 2         | 7–9       | –2        | 8         |
| Összesen (1–30.)        | 15     | 6      | 3      | 6      | 22–22  | 0      | 21     | 15        | 2         | 7         | 6         | 12–25     | –13       | 13        |

### Magyar kupa
4. forduló
| 2004. november 24. 17:00 |

| Kaposvári Rákóczi                                                  | 3 – 3 (h. u.) | Lombard Pápa                                                      |
| ------------------------------------------------------------------ | ------------- | ----------------------------------------------------------------- |
| Oláh 44' Finta 62' Tóth 90+2' Zahorecz 14' Finta 17' Jovánczai 95' | (1 – 0)       | Medveď 53' 109' Róth 59' 71' Szekér 30' Kovács 76' Farkas V. 119' |

| Kaposvár Nézőszám: 1 000 Játékvezető: Vad II. István (magyar) |

- Tizenegyesekkel (7–6) a Kaposvári Rákóczi jutott tovább.

Negyeddöntő
| 2005. április 6. |

| Ferencváros                         | 3 – 1   | Kaposvári Rákóczi     |
| ----------------------------------- | ------- | --------------------- |
| Rósa 26' 90' Sowunmi 64' Vukmir 44' | (1 – 1) | Maróti 42' Petrók 45' |

| Üllői út, Budapest Nézőszám: 1 500 Játékvezető: Fábián Mihály (magyar) |

## Külső hivatkozások
- A csapat hivatalos honlapja (magyarul)
- A csapat mérkőzései a transfermarkt.de-n (németül)